# Outcast Lady
Outcast Lady és una pel·lícula dirigida per Robert Z. Leonard i produïda i distribuïda per la Metro Goldwyn Mayer. Protagonitzada per Constance Bennett i Herbert Marshall, es va estrenar el 28 de setembre de 1934. La pel·lícula està basada en la novel·la "The Green Hat" (1924) de Michael Arlen. La censura del moment va afectar seriosament la versió final de la pel·lícula.

## Argument
Malgrat que Iris March i Napier Harpenden s'estimen des de petits, Sir Maurice, el pare de Napier desaprova la seva relació, ja que considera que tan la condició humil d'ella com l'alcoholisme del germà d'Iris són greus obstacles per al futur polític del seu fill. Per no enfrentar-se directament al seu pare, Napier suggereix que s'esperaran a casar-se fins que ell no s'hagi establert dins del servei diplomàtic britànic a l'Índia, i Iris acaba acceptant. Després de quatre anys d'espera, Irish cedeix a les pressions de Gerald, el seu germà, i accepta casar-se amb Boy Fenwick, un pròsper amic d'aquest que fa molt de temps que n'està enamorat. Quan Napier s'assabenta del compromís d'Iris, decideix viatjar fins Anglaterra per assistir a la boda.
Moments abans de la cerimònia, una descongeguda dona un paper a Iris, que se'l guarda sense llegir. Un cop casats i ja de viatge a França, Iris recorda la nota i la llegeix però Boy veu que aquesta lectura l'ha afectat. Davant la insistència del marit en saber que diu la nota, ella li fa llegir. La nota diu que, amb un altre nom, va cometre un crim pel que va ser condemnat a presó, i aquest no pot negar que sigui veritat. Iris diu que no li importa, però Boy, avergonyit es llença per una finestra de l'hotel i mor.
El Dr. Masters i Hilary, una amiga de la família, saben el secret de Boy, però com que Iris es nega a revelar les raons del suïcidi a ningú més, la gent sospita que ella ha tingut a veure amb la seva mort. Fins i tot Napier i Gerald, que adorava Boy, sospiten que ella n'ha estat la causant i li donen l'esquena. L'ostracisme d'amics i família fan que Iris s'estableixi a França com una de les víudes més notòries d'Europa. Cinc anys després, Hilary notifica a Iris que Gerald està molt malalt de tuberculosi i que viu a la misèria. Ella retorna immediatament a Anglaterra per veure'l. A Anglaterra es troba amb Napier que està compromès amb Venice. Quan arriba a la casa del seu germà, aquest, refusa veure-la. Tement que morirà sense haver-la perdonada, Iris permet Hilary que li expliqui la veritat. De totes maneres, abans que Hilary l'hi pugui explicar Gerald mor no sense abans dir que estima l'Iris.
Tot i l'alleujament per aquest perdó, Iris torna a França en estat febril. Napier, tot just acabat de casar, s'assabenta de la malaltia d'Iris i va a visitar-la. Quan Venice els veu junts, entén l'amor que es professen, però degut al fosc passat d'Iris tem que un dia el seu marit pugui ser ferit per la seva rival. Incapaç de mantenir el secret de Boy per més temps. Iris explica la veritat i Venice veu que s'ha de divorciar del marit per permetre el seu amor. Animada per la idea que Napier l'ha perdonada sense conéixer el secret de Boy, Iris es recupera i es prepara per entrevistar-se amb Sir Maurice. Malgrat que Sir Maurice reconsidera la seva opinió sobre Iris quan Napier li explica el secret de Boy, ella es veu incapaç d'acceptar el seu divorci i es suïcida estrellant deliveradament el seu cotxe.

## Repartiment
- Constance Bennett (Iris)
- Herbert Marshall (Napier)
- Patrick Campbell (Lady Eve)
- Hugh Williams (Gerald)
- Elizabeth Allan (Venice)
- Henry Stephenson (Sir Maurice)
- Robert Loraine (Hilary)
- Lumsden Hare (Guy)
- Alec B. Francis (Truble)
- Leo G. Carroll (Dr. Masters)
- Ralph Forbes (Boy Fenwick)

## Producció
Prèviament s'havia fet una altra versió muda, A Woman of Affairs (1928), interpretada per Greta Garbo i John Gilbert. Degut a l'èxit d'aquesta primera versió ja s'havien fet dues versions teatrals de la novel·la a Detroit (1924) i Londres (1925). Tot i això, el guió de la pel·lícula es va basar directament en la novel·la. Inicialment, la Metro va pensar en Dudley Murphy per dirigir la pel·lícula que estaria protagonitzada per Norma Shearer.
La pel·lícula es va rodar entre el 23 d'abril i el 8 de juny de 1934. amb els títols provisionals "The Green Hat" i "Iris March" (Refs a DV, HR and MPD). En la novel·la, Guy confessa a Iris en la nit de noces que ha contret una malaltia venèria i veient la reacció d'ella es suïcida. La producció de la pel·lícula va coincidir en el començament de l'aplicació rigorosa del Codi de Producció de Pel·lícules (Motion Picture Production Code) que recollia les directrius de censura establertes. Això va provocar que no es considerés oportú informar l'espectador que la pel·lícula estava basada en l'obra "The Green Hat" i es va forçar el canvi de nom. La Production Code Administration (PCA), també va forçar que algunes escenes fossin reescrites i filmades de nou. Les variacions del guió van ser realitzades per Monckton Hoffe.(Jun 1934 HR news)